# Txapàievka (Crimea)
|  | Per a altres significats, vegeu «Txapàievka». |

Txapàievka (en (ucraïnès): Чапаєвка, en rus: Чапаевка) és un poble de la República Autònoma de Crimea a Ucraïna, que el 2014 tenia 930 habitants. Pertany al districte rural de Sovetski. Fins al 1945 el municipi es deia Txerkez-Tobai.